# Галузевий державний архів Державного департаменту України з питань виконання покарань
Галузевий державний архів Державного департаменту України з питань виконання покарань

## Адреса
- 04050 Україна, Київ, вул. Юрія Іллєнка, 81

## Історія
22 квітня 1998 року створено Державний департамент України з питань виконання покарань. 06 вересня 2000 року створено Галузевий державний архів Державного департаменту України з питань виконання покарань. Документи Головного управління виконання покарань при Міністерстві внутрішніх справ України зберігаються в архіві МВС України. З 2000 року архівні документи Державний департамент України з питань виконання покарань, зберігаються в Галузевому державному архіві Державного департаменту України з питань виконання покарань.

## Фонди
- 5 фондів: наказів; обліку особових справ; бухгалтерського обліку та звітності;
- редакції газети "Закон і обов'язок";
- фонд паспортів слідчих ізоляторів та в'язниць.
- 1130 од. зб. за 2000-2004 рр., з них: постійного зберігання -186; тривалого зберігання -644; особових справ колишніх працівників - 300.

## Керівники
- Жигун Микола Іванович